# Chrysomelini
Chrysomelini es una tribu de coleópteros de la familia de los crisomélidos.

## Géneros
- Calligrapha – Chrysomela – Colaphellus – Colaphus – Colaspidema – Crosita – Entomoscelis – Gastrophysa – Hydrothassa – Leptinotarsa – Neophaedon – Microtheca – Oreina – Phaedon – Phratora – Plagiodera – Plagiosterna – Platyphora – Prasocuris – Sclerophaedon – Sternoplatys – Zygogramma

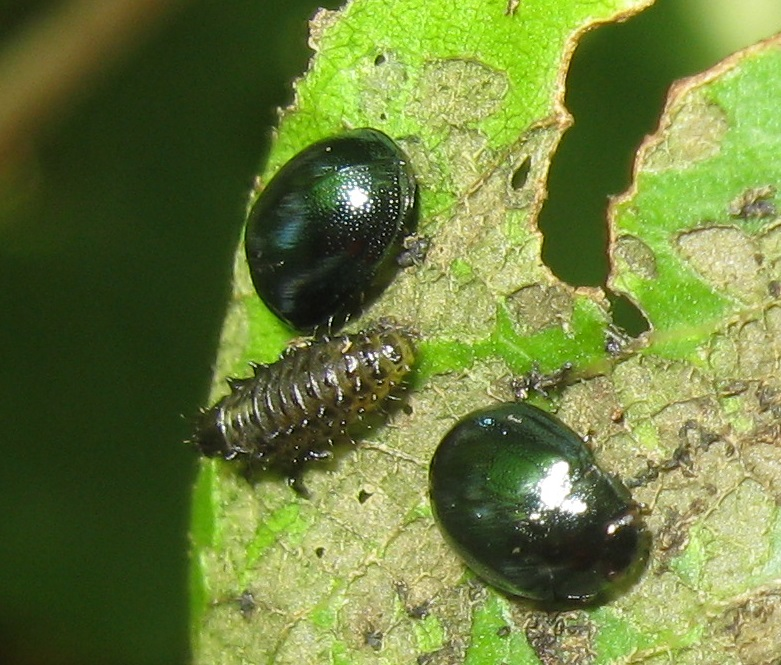
Plagiodera versicolora, larva y adultos